# Krasňany
Krasňany (maďarsky Karasznyán, do roku 1907 Krasznyan) jsou obec v okrese Žilina na Slovensku. Žije v nich přibližně 1 700 obyvatel. První písemná zmínka o obci pochází z roku 1354.

## Přírodní poměry
Obec leží v severovýchodní části Žilinské kotliny, na západních svazích Malé Fatry, v údolí Varínky. Od města Žilina je vzdálena asi deset kilometrů. Střed obce má nadmořskou výšku 383 metrů. Středem obce vede silnice II/583 ze Žiliny do Párnice.
Do správního území obce zasahuje část národního parku Malá Fatra a části národních přírodních rezervací Prípor, Suchý a přírodní památky Krasniansky luh.

## Pamětihodnosti
V obci se nachází renesanční zámek (kaštel) v minulosti sídlo starého uherského rodu Pongráců. Původně se jednalo o dvě samostatné stavby, postavené v druhé polovině 17. století. v 18. století byly spojeny přízemním křídlem. V letech 1898 a 1914 byly rekonstruovány. Na starším zámku se zachovala sgrafitová ornamentika. Na nádvoří jsou arkády. Zachované jsou křížové klenby i renesanční portály. Později zámek sloužil jako muzeum. Poté navrácen v restituci a prodán.

## Partnerské obce
- Castello Tesino, Itálie
- Strumień, Polsko